# Erinnyis
Erinnyis är ett släkte av fjärilar. Erinnyis ingår i familjen svärmare.

## Bildgalleri

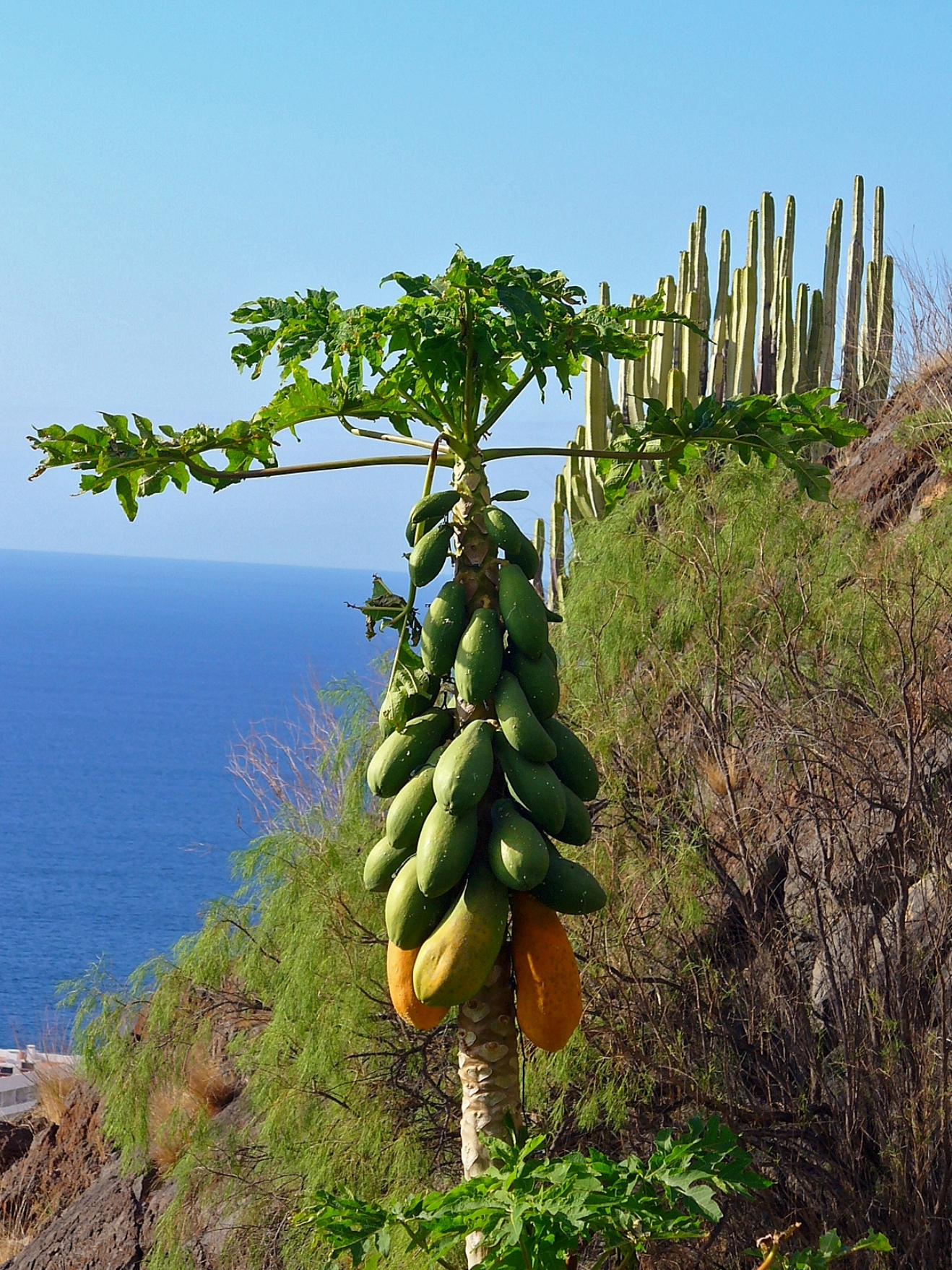
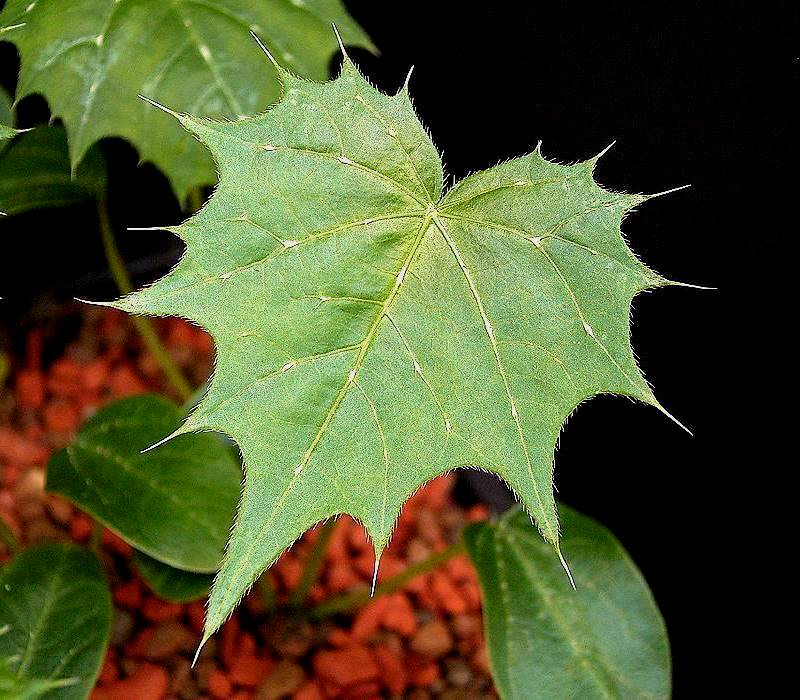
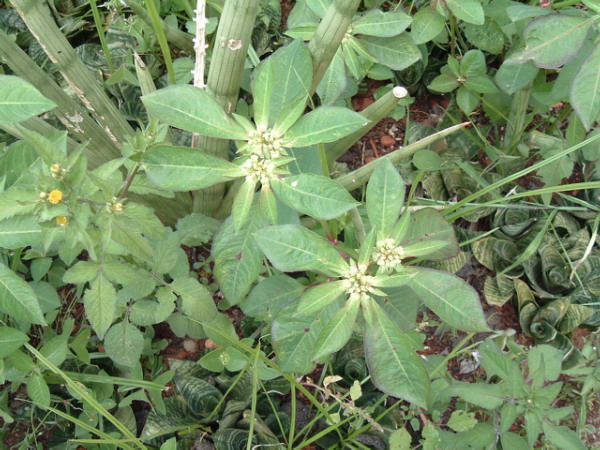
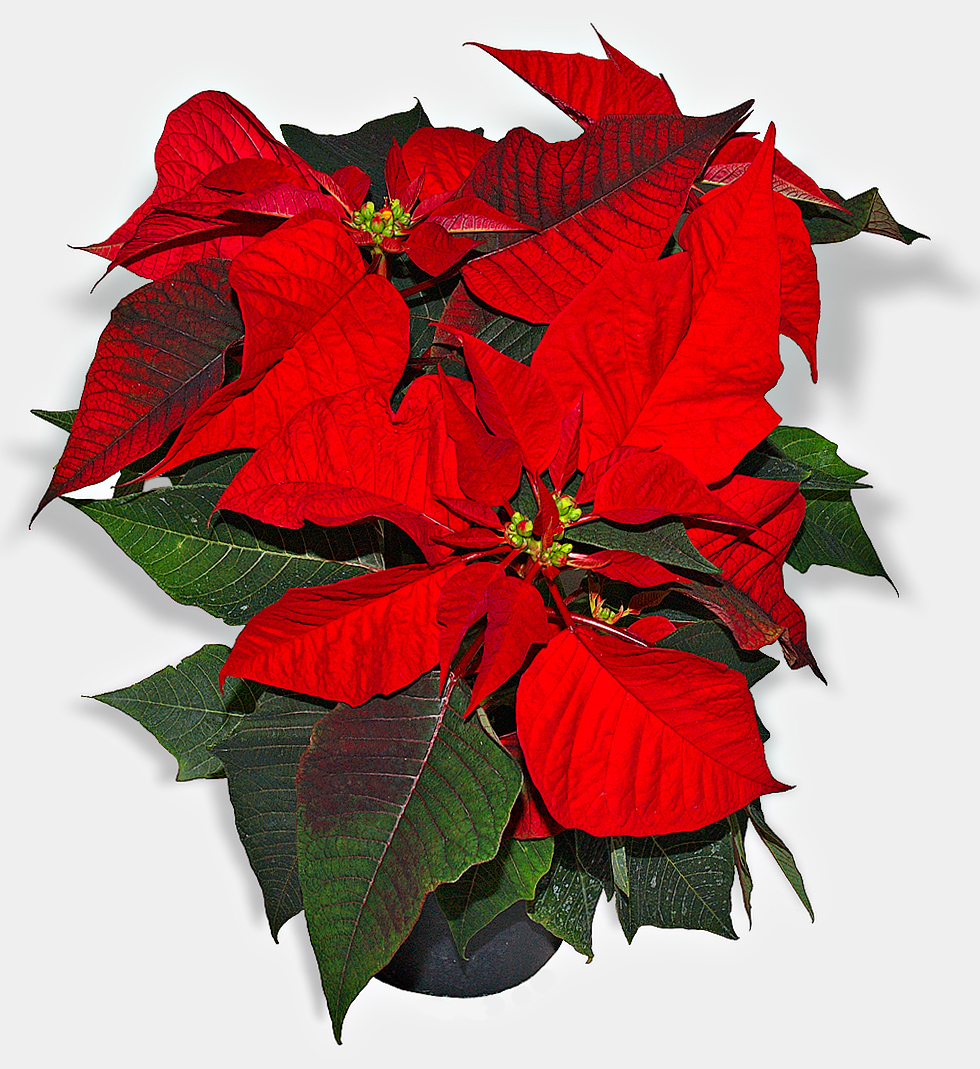
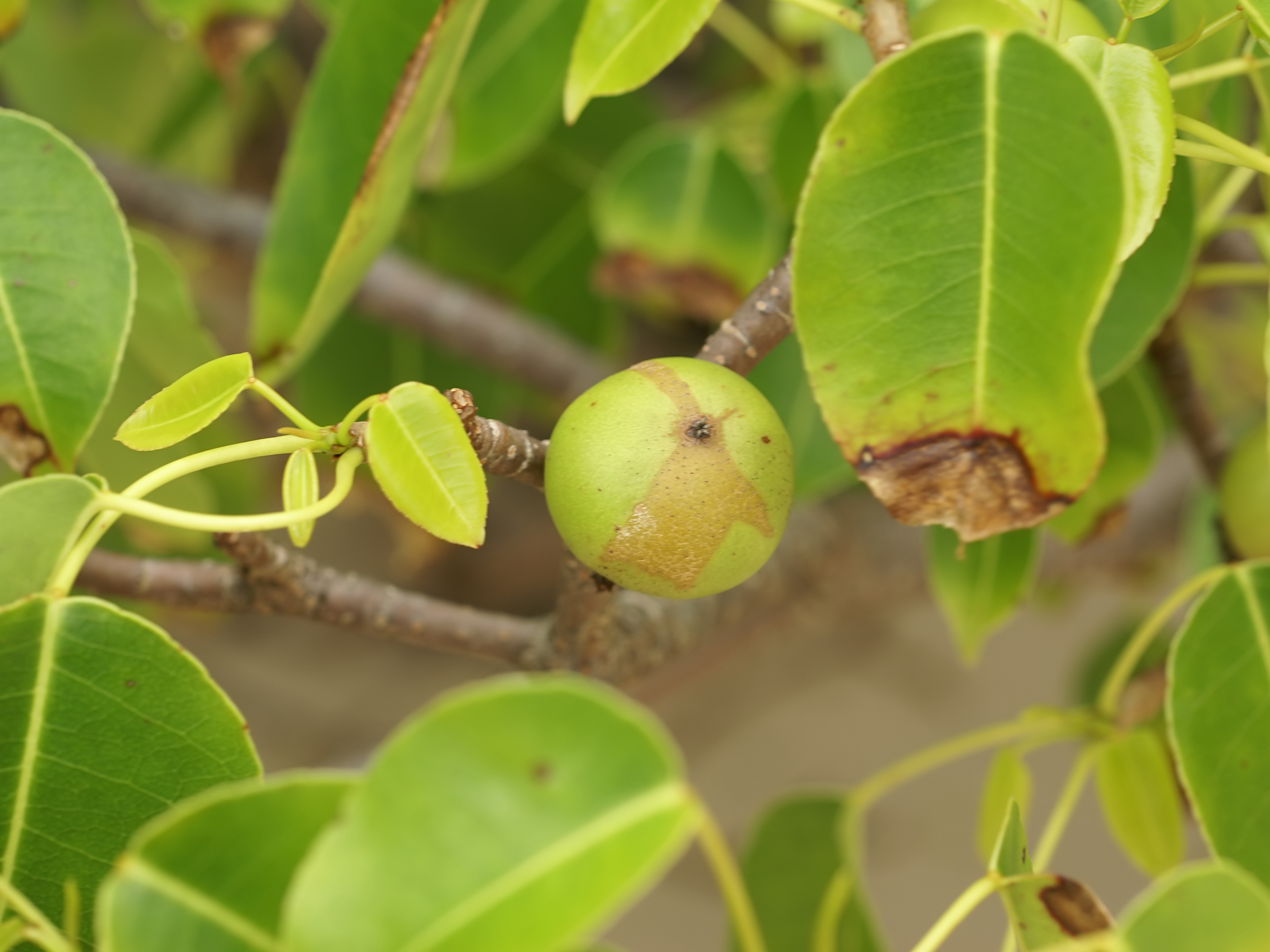

## Dottertaxa tillErinnyis, i alfabetisk ordning[1]

Erinnyis alope
Erinnyis cercyon
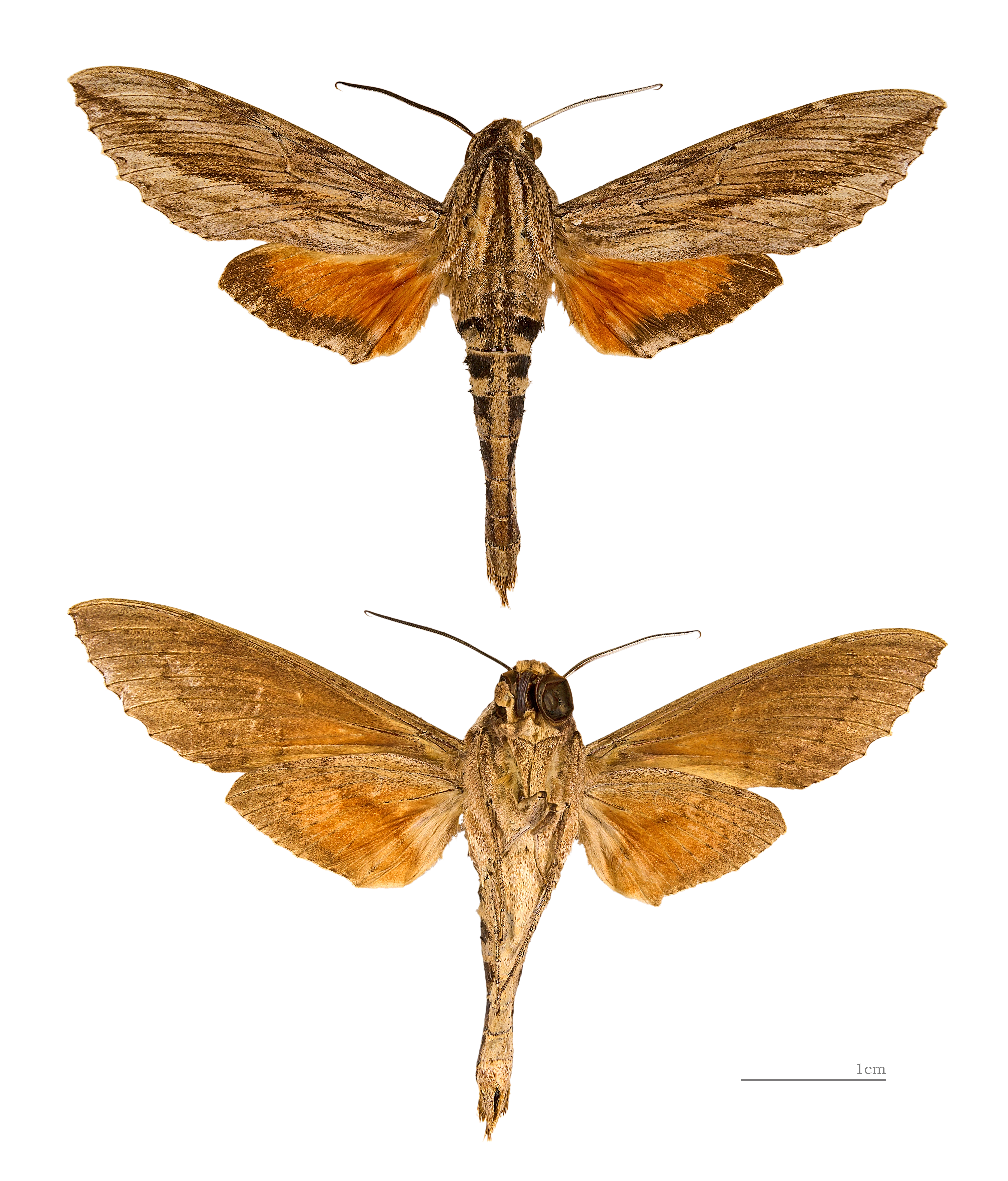
Erinnyis cinerosa
Erinnyis cinifera
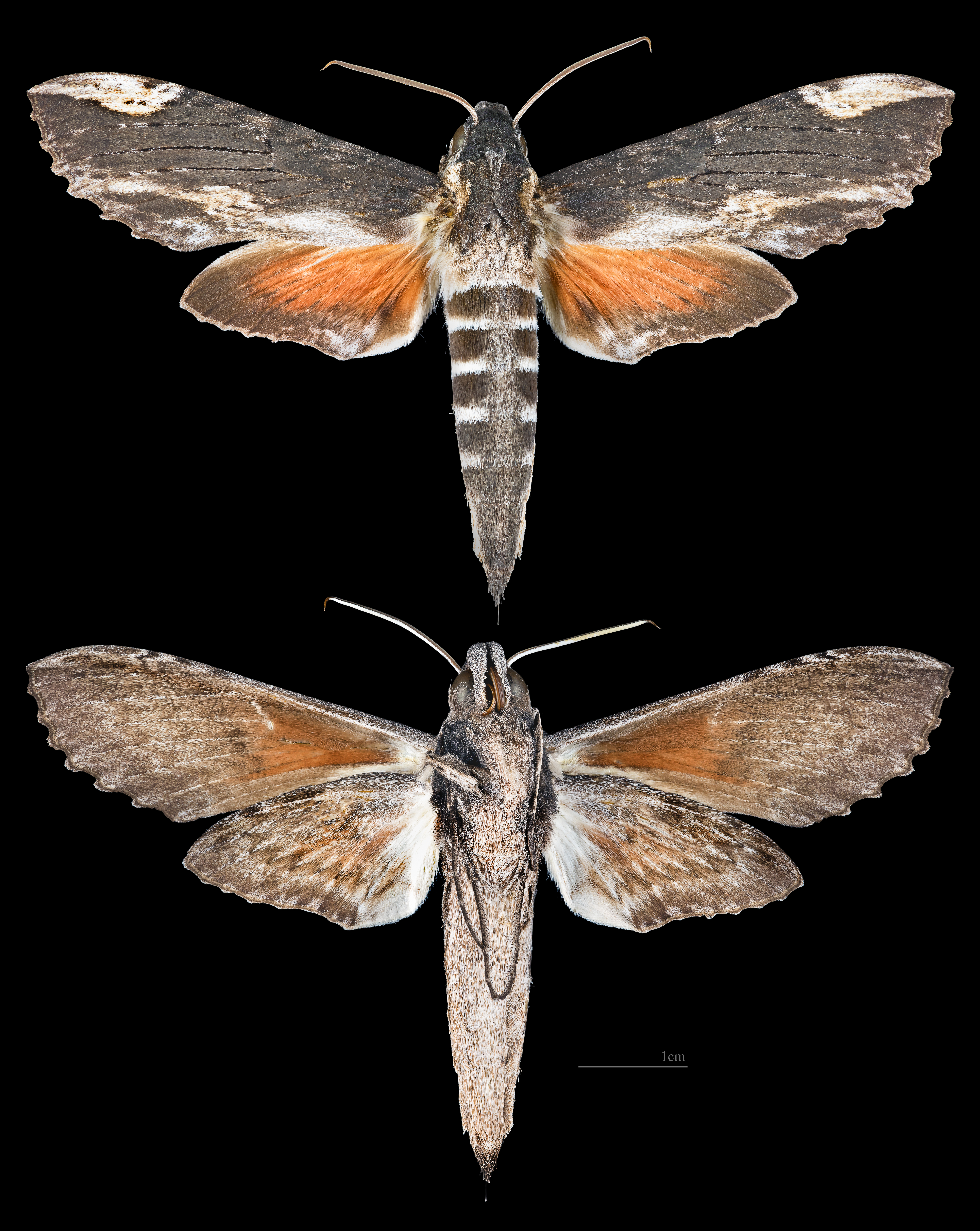
Erinnyis conformis
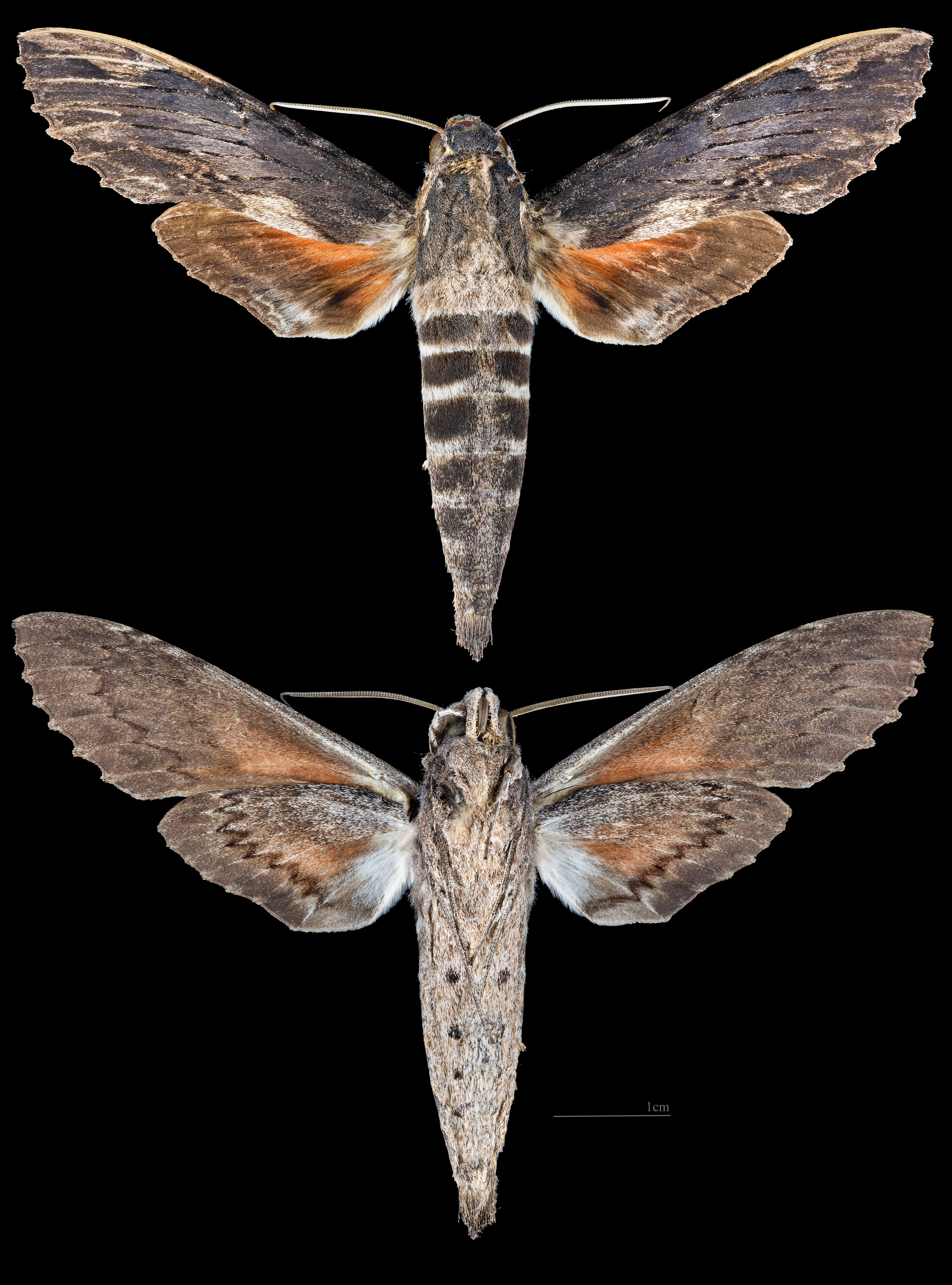
Erinnyis crameri
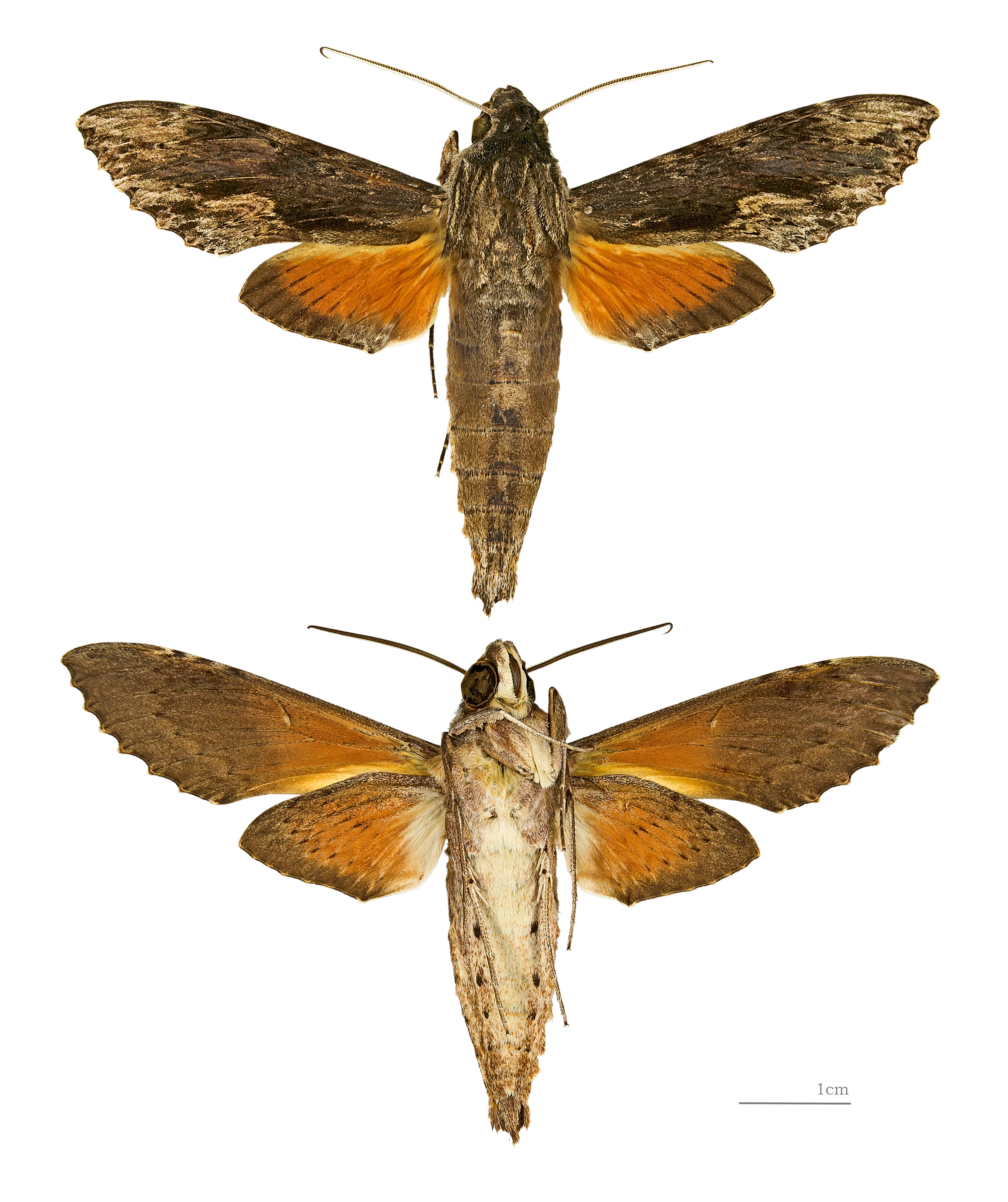
Erinnyis dispersa
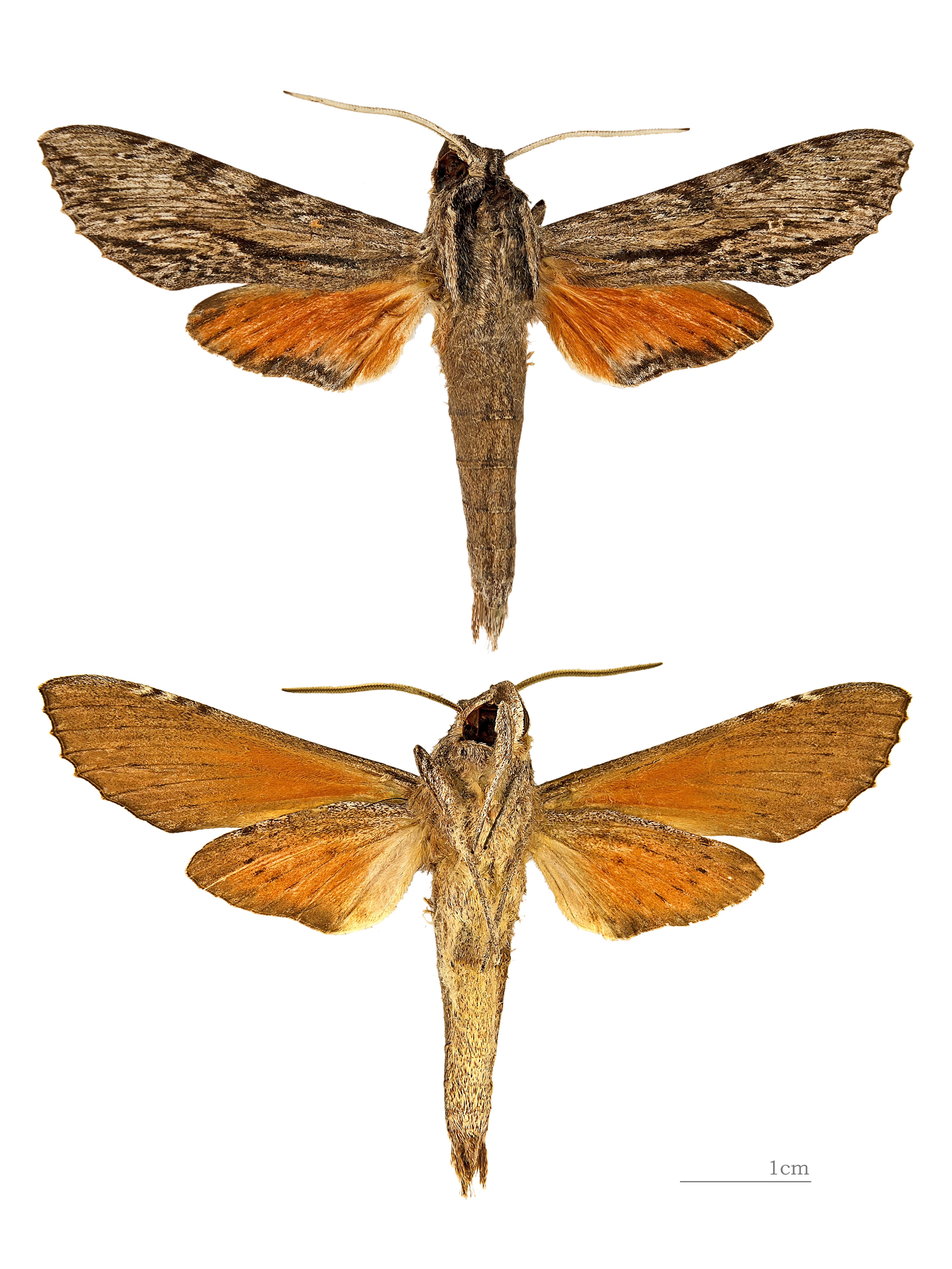
Erinnyis domingonis
Erinnyis edwardsi
- Erinnyis ello
- Erinnyis encantada
- Erinnyis fasciata
- Erinnyis festa
- Erinnyis flavicans
- Erinnyis guttularis
- Erinnyis hippothoon
- Erinnyis impunctata
- Erinnyis jamaicensis
- Erinnyis janiphae
- Erinnyis lassauxi
- Erinnyis melancholica
- Erinnyis merianae
- Erinnyis obscura
- Erinnyis oenotrus
- Erinnyis omorfia
- Erinnyis omphaleae
- Erinnyis pallescens
- Erinnyis pallida
- Erinnyis penaeus
- Erinnyis phalaris
- Erinnyis picta
- Erinnyis piperis
- Erinnyis rhaebus
- Erinnyis rustica
- Erinnyis scyron
- Erinnyis socorroensis
- Erinnyis stheno
- Erinnyis suillus
- Erinnyis yucatana

- Erinnyis alope
- Erinnyis crameri
- Erinnyis ello
- Erinnyis guttularis
- Erinnyis impunctata
- Erinnyis lassauxi
- Erinnyis oenotrus
- Erinnyis obscura
- Erinnyis yucatana